# طارق بن عبد العزيز الفارس
طارق بن عبد العزيز الفارس (1960- ) مهندس سعودي عين عضواً في مجلس الشورى الشعودي الدورة الثامنة (1442-1446هـ). وشغل العديد من المناصب من بينها منصب أمين العاصمة السعودية الرياض، ورئيس مركز المشاريع والتخطيط بالهيئة الملكية لتطوير مدينة الرياض.
يحمل درجة الماجستير في الهندسة المدنية من جامعة أريزونا، وسبق له العمل نائباً لوزير الشؤون البلدية والقروية في 2016، ونائباً لرئيس مركز المشاريع والتخطيط بالهيئة الملكية لتطوير مدينة الرياض في عام 2010. وشغل عدة مناصب متعلقة بالتخطيط والمنشآت والهندسة. في عام 2018 عُيِّن أمينًا لمنطقة الرياض بالمرتبة الممتازة.

## التعليم
في عام 1977 أتم الفارس تعليمه العام في مدرسة اليمامة الثانوية بمدينة الرياض. ثم حصل على شهادة البكالوريوس في تخصص الهندسة المدنية قسم الإنشاءات من جامعة أريزونا في الولايات المتحدة الأمريكية في عام 1983. وفي 1985 نال درجة الماجستير في ذات الاختصاص من الجامعة نفسها.

## الحياة المهنية
- بدأ الفارس مشواره المهني في عام 1985 بالعمل كمهندس مدني في الهيئة العليا لتطوير مدينة الرياض (حاليا الهيئة الملكية لتطوير الرياض).
- وفي عام 1987 شغل منصب مساعد مدير تنفيذ مشروع طريق الملك فهد ومشروع تطوير منطقة قصر الحكم. عام 1993 تولى إدارة وحدة إدارة المشاريع بمركز المشاريع والتخطيط بالهيئة.
- في عام 1996 تم تكليفه بإدارة تنفيذ مشروع مركز الملك عبد العزيز التاريخي، وشغل منصب مدير عام الإنشاء بمركز المشاريع والتخطيط بالهيئة عام 1998.
- في عام 2008 أصبح مدير عام المنشآت الحضرية بالمركز، ثم مدير عام التشغيل والصيانة في عام 2010.
- في 2011 عمل نائب رئيس المركز للبرامج والمشاريع بالهيئة الملكية لتطوير مدينة الرياض، وفي عام 2017 عين نائبًا لوزير الشؤون البلدية والقروية بالمرتبة الممتازة، ثم في عام 2018 تولى أمانة منطقة الرياض.[3]